# Don Schain
Don Schain, né le 26 février 1941 dans le New jersey aux États-Unis et mort le 26 décembre 2015 à Salt Lake City il était marié à Cheri Caffaro et Shauna Miller. C'était scénariste, réalisateur et producteur américain de nombreux films pour Disney Channel, tels que High School Musical, frozen ou Le Journal de Jaimie.

## Filmographie
En tant que producteur
Les Cheetah Girls : Un monde unique
En tant que scénariste
En tant que réalisateur